# Vogue France
Vogue France (estilizado em letras maiúsculas) é a edição francesa da revista Vogue, anteriormente chamada de Vogue Paris, é uma revista de moda publicada desde 1920.

## História

### 1920–54

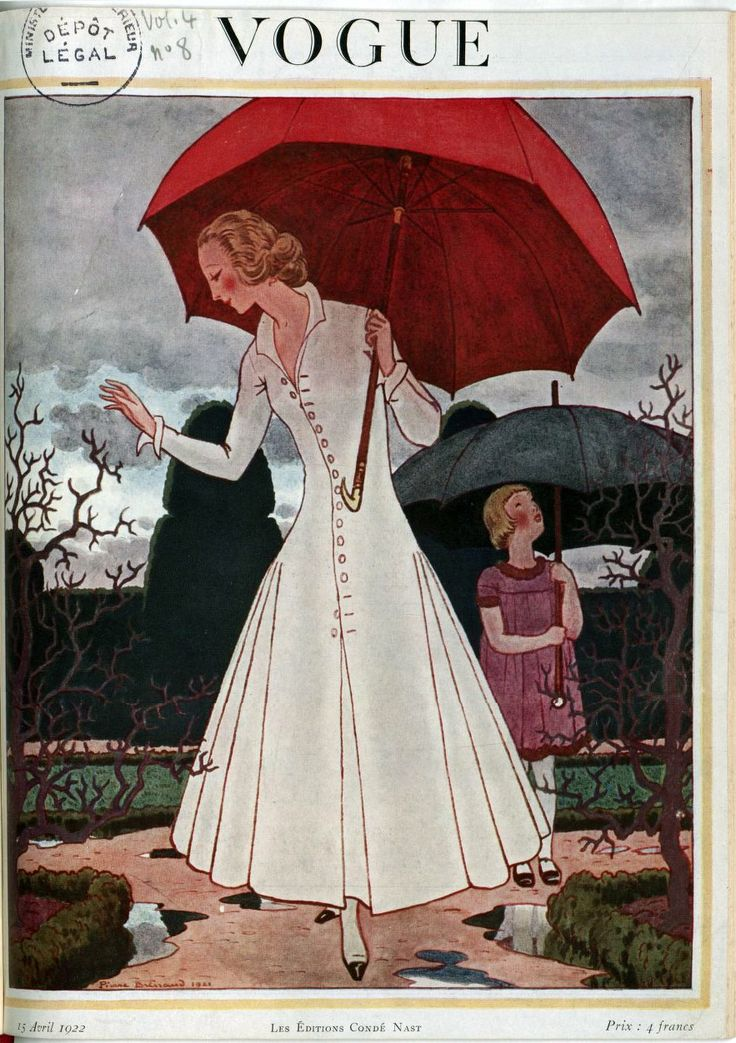
Capa da revista Vogue – Abril de 1922

A edição francesa da Vogue foi publicada pela primeira vez em 15 de junho de 1920, tendo como primeira editora-chefe Cosette de Brunhoff (1886–1964). Seu irmão, Michel de Brunhoff (1892–1958), assumiu e foi editor-chefe de 1929 até 1954.

### Sob Edmonde Charles-Roux (1954–66)
Edmonde Charles-Roux (1920–2016), que já havia trabalhado na Elle e na France-Soir, tornou-se a editora-chefe da revista em 1954. Charles-Roux foi uma grande defensora do " New Look " de Christian Dior, sobre o qual ela disse mais tarde: "Isso sinalizou que poderíamos gargalhar novamente - que poderíamos ser provocativos novamente e usar coisas que chamariam a atenção das pessoas na rua." Em agosto de 1956, a revista lançou uma edição especial de prêt-à-porter, sinalizando uma mudança no foco da moda da produção de alta-costura.
Ela saiu da Vogue em 1966, em decorrência de um conflito por querer colocar uma mulher negra na capa da revista. Mais tarde, quando questionada sobre sua saída, Charles-Roux se recusou a confirmar ou negar esse relato.

### 1968–2000: Crescent, Pringle e Buck
Francine Crescent (1933–2008), cuja editoria mais tarde seria descrita como presciente, ousada, e corajosa, assumiu o comando da Vogue francesa em 1968. Sob sua liderança, a revista se tornou líder global em fotografia de moda. Crescent deu a Helmut Newton e Guy Bourdin, os dois fotógrafos mais influentes da revista, controle criativo completo sobre seu trabalho. Durante a década de 1970, Bourdin e Newton competiram para expandir os limites da fotografia erótica e decadente; as "garotas em posição prona e boquiabertas de Bourdin" foram colocadas contra as "sereias S&M escuras e de salto agulha de Newton". Às vezes, o trabalho de Bourdin era tão escandaloso que Crescent "colocava seu emprego em risco" para preservar sua independência artística. Os dois fotógrafos influenciaram muito a imagem da feminilidade no final do século 20 e foram os primeiros a perceber a importância da imagem, em oposição ao produto, no estímulo ao consumo. Através do poder da fotografia na moda, Bourdin e Newton foram capazes de criar novos caminhos no mundo da moda, bem como promover a imagem da Vogue.
No final dos anos 1980, entretanto, o estrelato de Newton e Bourdin havia acabado e a revista estava "presa em uma rotina". Colombe Pringle substituiu Crescent como editora-chefe da revista em 1987. Sob a supervisão de Pringle, a revista recrutou novos fotógrafos como Peter Lindbergh (1944–2019) e Steven Meisel, que desenvolveram seus estilos característicos nas páginas da revista. Mesmo assim, a revista teve dificuldades, permanecendo monótona e fortemente dependente de matérias estrangeiras. Quando Pringle deixou a revista em 1994, espalhou-se a notícia de que sua renúncia havia sido forçada.
Joan Juliet Buck, uma americana, foi nomeada sucessora de Pringle a partir de 1º de junho de 1994. Sua seleção foi descrita pelo The New York Times como uma indicação de que a Conde Nast pretendia "modernizar a revista e expandir seu escopo" de sua tiragem de 80.000 exemplares. Os primeiros dois anos de Buck como editora-chefe foram extremamente controversos; muitos funcionários pediram demissão ou foram demitidos, incluindo o diretor editorial da revista e a maioria de seus principais editores. Embora circulassem rumores em 1996 de que a revista estava prestes a fechar, Buck perseverou; durante seu cargo de editora, a circulação da revista aumentou 40%. Buck refez a revista em sua própria imagem cerebral, triplicando a quantidade de texto na revista e dedicando edições especiais à arte, música, literatura e ciência. Juliet Buck anunciou sua decisão de deixar a revista em dezembro de 2000, após seu retorno de uma licença de dois meses. O Sydney Morning Herald posteriormente comparou sua saída, ocorrida durante a semana de moda de Milão, à demissão de um técnico de futebol durante um jogo do campeonato. Carine Roitfeld, que havia sido a diretora criativa da revista, foi nomeada sucessora de Buck no abril seguinte.

### Sob Carine Roitfeld (2001-2011)
Roitfeld pretendia restaurar o lugar da revista como líder no jornalismo de moda (a revista "não estava sendo tão boa" desde os anos 1980, ela disse ) e [restaurar] sua identidade francesa. Sua nomeação, que coincidiu com a ascensão de jovens estilistas em várias das mais importantes casas de moda de Paris, "trouxe uma energia juvenil" para a revista. Em abril de 2002, ela livrou a revista de funcionários estrangeiros, tornando-a "toda francesa pela primeira vez em muitos anos". A revista também passou por uma reformulação pela empresa de design M/M (Paris) sedeada em Paris . O objetivo era fazer com que o título parecesse mais feito à mão e orgânico, principalmente por meio do uso de colagem e fontes desenhadas à mão. A continuidade foi criada por meio do uso de temas soltos para cada edição, ritmo suave e uniformidade visual nas páginas de compras.
A estética da revista evoluiu para se assemelhar à de Roitfeld (isto é, "esbelta, resistente, luxuosa e totalmente apaixonada pela moda de cigarros pendurados e troncos nus"). Roitfeld recebeu críticas periodicamente pelo uso de sexualidade e humor na revista, que ela emprega para interromper o conservadorismo e a pretensão da moda. A Vogue de Roitfeld é descaradamente elitista, "despreocupada em tornar a moda usável ou acessível aos seus leitores". Modelos, não atrizes promovendo filmes, aparecem na capa. Suas páginas de festas concentram-se na própria equipe da revista, principalmente Roitfeld e sua filha Julia Restoin Roitfeld . Suas editorias convidadas regulares são dadas a it-girls como Kate Moss, Sofia Coppola e Charlotte Gainsbourg . De acordo com o The Guardian, "o que distingue a Vogue francesa é sua suposição natural de que o leitor já deve ter ouvido falar dessas pessoas bonitas. E se não tivermos? A implicação é que esse é o nosso infortúnio, e os editores não estão dispostos a se ocupar em nos ajudar." A receita publicitária aumentou 60% em 2005, resultando no melhor ano para vendas de anúncios desde meados da década de 1980. Em 17 de dezembro de 2010, Carine anunciou sua saída da Vogue Paris a partir de 31 de janeiro de 2011.

### Sob Emmanuelle Alt (2011-presente)
Em 7 de janeiro de 2011, foi anunciado que Emmanuelle Alt, que havia sido diretora de moda da revista nos últimos 10 anos, se tornaria a nova editora-chefe a partir de 1º de fevereiro.